# 錄音機 (變形金剛)
录音机（英語：Blaster），是變形金剛系列中的一個角色，在不同媒體中多次出現。通常是博派(Autobot)，是紅色和黃色為主的配色、有時變形成錄音機、並附有磁帶戰士。

## G1動畫
在最早的G1動畫中，是一名博派成員，為通訊與情報員，由巴斯特‧瓊斯(Buster Jones)聲演，構造與狂派(Decepticon)的音波(Soundwave)類似，可以變形成AM/FM 立體聲磁帶收錄音機，身體內部同樣收藏著卡帶機器人，如下所列：
- 钢钳(Steeljaw)，變形成黃色的機械獅子。
- 发条(Rewind)，變形成小型機器人。
- 犀牛(Ramhorn)，變形成紅色的機械犀牛。
- 喷射(Eject)，變形成小型機器人。

錄音機覺得地球上的音樂都很有趣，尤其是能夠讓他沸騰的搖滾樂，能夠接收各種頻率的信號，甚至是功率僅為一百萬分之一瓦特的微弱信號。擁有覆蓋半徑4,000英里的大範圍廣播，擅長使用電子擾頻槍可以破壞電子設備的運轉。他的死敵是狂派的聲波，其磁帶軍團就是為對抗音波而成立，但主要發揮在戰鬥上，而非情報收集。最後錄音機也是在跟聲波的對決中同歸於盡。

## 玩具

### G1動畫
在最初的G1動畫一樣，爆破者的玩具和狂派死敵─音波的玩具大致上是一樣的，只有在顏色和頭部的部分有所差異而已。最初，爆破者的玩具設計是來自日本的微變系列(Micro Change)的玩具，設定是磁帶人(Cassette Man，此玩具後來成為聲波的模具)的加強升級版、本體是一個喇叭、甚至可以實際收音，頭雕則是因波的頭雕。不過最後在推出玩具時已經改為爆破者的頭雕、並基於成本考量移除了收音機的功能。

### 變形金剛：賽柏坦殞落(Transformers: Fall Of Cybertron)[2]
配合電玩系列，爆破者在2012年推出了巡弋戰將級別(Voyager Class)的玩具，是將同系列的聲波玩具的重新塗裝、更換頭雕後推出。變形成一輛賽博坦卡車，並附有一個「碟片」(Disc)，可以變形為黃色的機械獅子鋼鉗，是聲波的玩具中破壞(Ravage)的改模重塗。
在玩家之間開發出了將此模具變形成與遊戲裡呈現的賽博坦音響類似的型態。

### 變形金剛：泰坦回歸(Transformers: Titans Return)[3]
在2016年，孩之寶推出《變形金剛：天元戰爭三部曲》(Transformers: Prime Wars Trilogy)的第二部分─泰坦回歸(Transformers: Titans Return)系列。雖然並沒有在媒體作品中出現，但是依然推出爆破者的無敵戰將級(Leader Clasdd)玩具。在此版本的爆破者是頭領戰士(Head Master，泰坦回歸系列的特色之一就是幾乎所有玩具都是頭領戰士)，同時也是三變金剛(Triple Changer)，頭部可以變形成較小的機器人─雙履帶(Twincast)，爆破者本體則可以變形成機器人、錄音機和基地模式三種。
不過，此版本的爆破者和聲波的模具雖是同模，不過因為是同年推出，所以嚴格來說不算是「重新塗裝」。